# Hysterium ostraceum
Hysterium ostraceum är en svampart som beskrevs av DC. 1815. Hysterium ostraceum ingår i släktet Hysterium och familjen Hysteriaceae.   Inga underarter finns listade i Catalogue of Life.